# El Novillero (Tabasco)
El Novillero es un ejido del municipio de Jalpa de Méndez ubicado en la subregión centro del estado mexicano de Tabasco.

## Geografía
La localidad de El Novillero se sitúa en las coordenadas geográficas 18°14′45″N 93°05′49″O / 18.245833, -93.096944, a una elevación de 4 metros sobre el nivel del mar.

## Demografía
Según el Conteo de Población y Vivienda 2020, efectuado por el Instituto Nacional de Estadística y Geografía, la localidad de El Novillero tiene 1,084 habitantes, de los cuales 540 son del sexo masculino y 544 del sexo femenino. Su tasa de fecundidad es de 2.7 hijos por mujer y tiene 259 viviendas particulares habitadas.
| Gráfica de evolución demográfica de El Novillero entre 1940 y 2020 |
|                                                                    |
| INEGI.                                                             |